# Meucci - L'italiano che inventò il telefono
Meucci - L'italiano che inventò il telefono è una miniserie televisiva italiana del 2005.

## Produzione
Prodotta nel 2005 da Lux Vide per Rai Fiction, la fiction è composta da 2 puntate dalla durata di 90 minuti ciascuna, è diretta dal regista Fabrizio Costa e andò in onda su Rai 1 in prima serata il 28 e il 29 marzo 2005, totalizzando un ascolto medio di 5 226 000 spettatori (share 20,87% - 20,29%).
Le prime riprese sono iniziate a Sofia (Bulgaria) il 25 giugno 2004. Nel mese di agosto, a Cadice in Spagna, sono state girate le scene ambientate a Cuba. Per la miniserie sono state necessarie otto settimane di riprese.

## Trama
Firenze 1831. Antonio Meucci è un giovane inventore che sbarca il lunario come macchinista del Teatro della Pergola. A causa delle sue idee liberali, è costretto a lasciare la città natale e, assieme alla moglie, si reca a Cuba. Qui, al lavoro in teatro, affianca le sue ricerche sull'elettricità e la conduzione dei suoni, che prosegue anche nella seconda e ultima tappa del suo esilio: Staten Island (New York). Il genio di Meucci, sempre sostenuto dall'affetto della moglie e dall'aiuto dei membri della comunità italiana, è frustrato da disgrazie personali, difficoltà economiche e finanziatori disonesti. Anche la sua invenzione più rivoluzionaria, il telefono, gli viene sottratta da Alexander Bell, cui Meucci intenta una causa.
La seconda parte della miniserie è quasi tutta dedicata al processo che oppone l'anziano inventore, sull'orlo della miseria, alla potente Bell Telephone Company. Il racconto si conclude nel 1887 quando, un anno prima della morte di Meucci, il giudice emette una sentenza sfavorevole all'inventore italiano. Il quale risulterà, però, il vincitore morale del processo.